# Rhytidoponera impressa
Rhytidoponera impressa é uma espécie de formiga do gênero Rhytidoponera.